# Destilerías Acha
Destilerías Acha (también escrito Atxa) es una destilería situada en la villa de Amurrio (Álava) España.

## Historia
En 1831 el empresario francés Paúl Pomes fundó una fábrica de aguardientes, licores y jarabes en un pequeño taller del viejo Bilbao preindustrial.
En 1867 abrió otra empresa de licores en Areta, nombrando encargado a Manuel Acha Barañano; con el tiempo, le hizo partícipe del negocio. Al cabo de nueve años los dos, conjuntamente, abrieron una nueva fábrica de licores, ésta en Amurrio.
En las actas del Ayuntamiento de Amurrio se recoge este momento. El acta dice textualmente así:
“El 11 de agosto de 1886 don Paúl Pomes y don Manuel Acha piden que se les conceda autorización para establecer “un depósito de licores, espíritus y vinos generosos” en la cochera de la casa situada en el barrio de Landaco, adquirida por compra a don Dámaso Landazuri”.
El 3 de octubre de este mismo año pidieron una autorización para instalar “una fábrica de aguardientes, licores, vinagres, vinos generosos, aromáticos y demás bebidas del reino del extranjero”.
De esta forma se inauguró la fábrica de licores con un gran almacén, amplias bodegas y dos Alambiques de 600 y 300 litros.
A los cuatro años de su instalación, don Paúl Pomes volvió a Francia. Esto produjo que la fábrica estuviera en trances de desaparecer hasta que Manuel Acha compró la parte de su socio. Desde 1891 se convirtió en dueño absoluto de la empresa.
La fábrica fue ampliando sus productos y pasó por distintas etapas. Durante un tiempo se llamó “El Tigre”.
Manuel Acha para perfeccionar y mejorar sus productos visitó distintas ciudades europeas dedicadas a la destilación de la uva. En Burdeos compró modernos alambiques, dos grandes calderas de vapor para macerar sus jarabes y un pequeño alambique a fuego directo de 50 litros para ensayos.
Poco a poco fue lanzando numerosos productos, lo que le dio popularidad, primero en Ayala y su comarca y después en toda España tanto en establecimientos de comestibles y hostelería como en casas particulares con nombres como Pacharán Acha, Licor Karpy, Anís Acha, Anisete Extrafino Pipermenta, Curaçao Iberia, Crema de Moka, Crema de Cacao Chauva, Kirsch, Biter, Amer, El Cartujo, Licor Amarillo, Licor Capuchino, Ron “La Negrita”, Caña, licor Carey, coñac O. Trevogad y vodkas.
Actualmente la empresa sigue en manos de descendientes de Manuel Acha.